# Комитет научной терминологии в области фундаментальных наук
Комитет научной терминологии в области фундаментальных наук Российской академии наук (ранее — с 1933 — Комитет научно-технической терминологии АН СССР) — создан по инициативе академика Сергея Алексеевича Чаплыгина и кандидата технических наук Д. С. Лотте и издает терминологические рекомендации (сборники) по различным отраслям науки и техники.

## История терминологической работы Комитета
До 1956 издавались терминологические рекомендации КНТТ в серии «Терминологические бюллетени» или «Терминологические проекты» и представляли собой типографски изданные брошюры (книги), предназначавшиеся для предварительного обсуждения в ведущих НИИ, отраслевых институтах и т. п. После обсуждения и утверждения на заседании КНТТ — они издавались уже в виде «Терминологических сборников», терминология которых была обязательна к применению во всех отраслях науки, техники и производства. Всего было издано во время СССР 67 таких «Терминологических сборника» КНТТ.
До выпуска LII сборники издавались под общей редакцией председателя Комитета научно-технической терминологии АН СССР академика Чаплыгина и Д. С. Лотте, выпуски LIV — LVII под общей редакцией председателя КНТТ А. М. Терпигорева и Д. С. Лотте, выпуски LIV — LXVII — под общей редакцией председателя КНТТ академика Терпигорева.
С 1947 (и регулярно с 1951) КНТТ издает Сборники рекомендуемых терминов. До 1959 они издавались под общей редакцией академика А. М. Терпигорева, но уже начиная с 1957 каждый выпуск имел ответственного редактора в лице председателя соответствующей терминологической комиссии.
Всего с 1933 по 1990 год было выпущено 110 терминологических сборников.
К числу сборников следует отнести также опубликованную в журнале (до налаживания регулярных выпусков изданий термсборников) работу — Терминология службы времени. — Астрономический журнал, 1944, т. XX1, вып.4., стр.180-186, терм.сборник № 34.
Намеченные ранее КНТТ выпуски 1, 2 и 4 сборников серии механики не были выпущены.
C 1991 года комитетом руководит академик РАН Николай Александрович Кузнецов.
С 1993 года КНТТ переименован в Комитет научной терминологии в области фундаментальных наук Российской акамедии наук — КНТ РАН и организационно подчинен ИППИ РАН. КНТ РАН планировал начать выпуск Сборников научно-нормативной терминологии КНТ РАН.
На сегодняшний день официальные терминологические сборники в РФ не выпускаются.